# Andreas (Mosaizist)
Andreas war ein spätantiker Mosaizist, der im 6. Jahrhundert in Palästina tätig war.
Er ist einzig bekannt durch seine Signatur (ἔργ[ον] γενάμενον διὰ Ἀνδρέου Ἐληώτου ψι[φοθέτου]) in der auf 574 datierten Stiftungsinschrift einer Kirche in el-Rashidiyah in Palaestina salutaris (heute Jordanien). Wurde sein Ethnikon Ἐληώτου (= Αἰλιώτου) von Denis Feissel zunächst auf Άιλα / Aila (Aqaba) bezogen, so konnte Lea Di Segni zeigen, dass er aus Αἰλία Καπιτωλιάς / Aelia Capitolina (Jerusalem) kam.